# Stormyrtjärnen (Degerfors socken, Västerbotten, 712205-168274)
Stormyrtjärnen är en sjö i Vindelns kommun i Västerbotten och ingår i Umeälvens huvudavrinningsområde. Stormyrtjärnen ligger i Åtmyrberget Natura 2000-område.